# Otakar Lada
Otakar Lada (Praga, 22 maggio 1883 – Senohraby, 12 luglio 1956) è stato uno schermidore boemo, vincitore di una medaglia di bronzo nella scherma ai giochi olimpici.